# Suis-moi, je te fuis
Série
Fuis-moi, je te suis
(2020)
Pour plus de détails, voir Fiche technique et Distribution.
Suis-moi, je te fuis (本気のしるし 劇場版, Honki no shirushi: Gekijōban) est un drame romantique japonais réalisé par Kōji Fukada et sorti en 2020.
C'est une version cinéma de la série de dix épisodes The Real Thing sortie au Japon en 2019. La sortie cinéma en France se fait en deux parties titrées Suis-moi, je te fuis et Fuis-moi, je te suis,.

## Fiche technique
Sauf indication contraire, les informations mentionnées dans cette section peuvent être confirmées par la base de données cinématographiques IMDb,  présente dans la section « Liens externes ».
- Titre : Suis-moi, je te fuis[2]
- Titre alternatif : The Real Thing (version complète réunissant les deux parties)[4]
- Titre original : 本気のしるし 劇場版 (Honki no shirushi: Gekijō ban?)
- Réalisation : Kōji Fukada
- Scénario : Shintarō Mitani et Kōji Fukada, d'après l'œuvre de Mochiru Hoshisato
- Photographie : Kosuke Haruki
- Montage : Zensuke Hori
- Musique : Yuki Hara
- Production : Yōko Abe, Yu Kato, Tatsuya Matsuoka et Kota Takahashi
- Société de production : Nagoya Broadcasting Network
- Société de distribution : Nagoya Broadcasting Network et Art House Films
- Pays de production :  Japon
- Langue originale : japonais
- Format : couleur — 2,35:1
- Genre : drame romantique
- Durée : 109 minutes[2]
- Dates de sortie :
  - Japon : 9 octobre 2020[5] (version complète de 232 minutes du film)
  - France : 11 mai 2022

## Distribution
Sauf indication contraire, les informations mentionnées dans cette section peuvent être confirmées par la base de données cinématographiques IMDb,  présente dans la section « Liens externes ».
Source : dossier de presse
- Win Morisaki : Tsuji
- Kaho Tsuchimura : Ukiyo
- Shōhei Uno : Tadashi
- Kei Ishibashi : Naoko
- Akari Fukunaga : Minako
- Shugo Oshinari : Daisuke
- Yukiya Kitamura : Wakita Shin'ichi

## Production
Le cinéaste découvrit The Mark of Truth (Honki no Shirushi) de Mochiru Hoshisato lorsqu'il était étudiant de cinéma. 15 ans plus tard, avec le producteur d'Harmonium, il en développa une série télévisée de dix épisodes de 23 minutes pour Nagoya TV. Par rapport à la télévision, l'adaptation en cinéma modifia le montage et le mixage sonore.

## Accueil

### Accueil critique
En France, le site Allociné propose une moyenne de 3,7/5 à partir de l'interprétation des critiques de presse recensées.

## Distinctions
Sauf indication contraire, les informations mentionnées dans cette section peuvent être confirmées par la base de données cinématographiques IMDb,  présente dans la section « Liens externes ».
La version complète du film, The Real Thing, est sélectionnée en compétition lors du festival de Cannes 2020 ; en raison de l'annulation du festival pour cause de pandémie de Covid-19, elle reçoit le « label Cannes 2020 ». Suis-moi, je te fuis est par ailleurs sélectionné au festival international du film de Pingyao en 2020, en compétition pour le prix du public.